# Кулаков, Владимир Иванович (медик)
Влади́мир Ива́нович Кулако́в (12 апреля 1937 — 10 февраля 2007) — советский и российский специалист в области акушерства и гинекологии, доктор медицинских наук, профессор, академик РАМН (1994).

## Биография
В 1955 году окончил среднюю школу № 241 и поступил во 2-й Московский медицинский институт имени Н. И. Пирогова.
С 1965 по 1985 гг. — клиническая ординатура, аспирантура, младший научный сотрудник, директор Московского областного научно-исследовательского института акушерства и гинекологии Минздрава РСФСР.
В 1967 году защитил кандидатскую диссертацию на тему «Течение беременности и свертывающая система крови у женщин с варикозным расширением вен нижних конечностей», в 1977 году — докторскую диссертацию на тему «Заболевания венозной системы нижних конечностей у беременных, рожениц и родильниц».
1973—1975 гг. — ассистент, доцент кафедры акушерства и гинекологии Университета дружбы народов имени Патриса Лумумбы.
1985—2007 гг. — директор Научного Центра акушерства, гинекологии и перинатологии РАМН, с 1990 по 1999 гг. — одновременно заведующий кафедрой акушерства и гинекологии Российской академии последипломного образования Минздрава России, с 2000 г. — заведующий кафедры акушерства, гинекологии и перинатологии факультета последипломного профессионального образования врачей Московской медицинской академии имени И. М. Сеченова, Президент российского общества акушеров-гинекологов.
Автор более 650 научных работ, в том числе 35 монографий, 38 методических рекомендаций и пособий для врачей, 26 изобретений, трижды лауреат премии Правительства Российской Федерации в области науки и техники, лауреат премии им. В. С. Груздева АМН СССР. Кулаков являлся председателем Научного Совета по акушерству и гинекологии РАМН и МЗ РФ, экспертного Совета ВАК по хирургическим наукам, президентом Национальной Ассоциации гинекологов-эндоскопистов России, Российской ассоциации планирования семьи, Российского научного общества акушеров-гинекологов.
С 1992 г. — главный акушер-гинеколог Медицинского Центра при Президенте РФ, с 2001 г. — главный акушер-гинеколог МЗ РФ, главный редактор журнала «Акушерство и гинекология», член ряда научных зарубежных обществ акушеров-гинекологов.
Кулаковым подготовлено 36 докторов и более 60 кандидатов медицинских наук; многие из них возглавляют профильные кафедры страны. За многолетнюю научную и лечебную деятельность Кулаков был награждён правительственными наградами: двумя орденами Дружбы народов, орденами «За заслуги перед Отечеством» II, III и IV степени, медалями.
Жена — Самойлова Татьяна Евгеньевна, врач акушер-гинеколог. Дочери: Кулакова Наталья Владимировна, Кулакова Елена Владимировна, врач акушер-гинеколог. Внучка — Нина.
Умер 10 февраля 2007 года. Похоронен на Троекуровском кладбище.

## Память
- Постановлением Правительства РФ от 29 декабря 2008 г. № 2028-р Центру акушерства, гинекологии и перинатологии было присвоено имя В. И. Кулакова.
- После его смерти коллеги, друзья, близкие опубликовали книгу о В. И. Кулакове «Профессия — жизнь, портрет в воспоминаниях».

## Научная деятельность
Для научной деятельности Кулакова были характерны широкий диапазон интересов и клиническая направленность исследований. На основании изучения особенностей состояния венозной системы им была разработана тактика ведения беременности и родов при тромбофлебите, методы терапии инфекционных осложнений после родов и абортов, предложено применение длительной перидуральной анестезии в акушерско-гинекологической клинике, разработаны хирургические методы лечения гнойно-воспалительных заболеваний придатков матки.
К другим аспектам научной деятельности Кулакова относятся вопросы невынашивания беременности и перинатологии. Под его руководством в нашей стране разрабатывается новое научное направление — перинатальная эндокринология. Особое внимание Кулаковым уделялось различным аспектам оперативной гинекологии и урогинекологии, в частности разработке модификаций традиционных и новых эндоскопических вмешательств, применению при операциях различного вида энергий и синтетических материалов.
Важное социальное значение имеет изучавшаяся под руководством Кулакова проблема сохранения репродуктивной функции женщины и восстановление её при бесплодии. В клиническую практику были успешно внедрены новые, вспомогательные репродуктивные технологии, в частности, экстракорпоральное оплодотворение с переносом эмбриона и органосохраняющие операции.
Большой личный опыт Кулакова и его коллег представлены в нескольких изданиях руководства «Оперативная гинекология», в монографиях «Эндоскопия в гинекологии», «Кесарево сечение», «Оперативная гинекология — хирургические энергии», «Экстракорпоральное оплодотворение и его новые направления в лечении женского и мужского бесплодия» и др.

## Награды
- Орден Дружбы народов (5 июля 1994) — за большой вклад в развитие медицинской науки и подготовку высококвалифицированных научных кадров
- Орден Дружбы народов
- Орден «За заслуги перед Отечеством» II степени (29 сентября 2004)
- Орден «За заслуги перед Отечеством» III степени (17 июня 2000) — за большой личный вклад в развитие медицинской науки и здравоохранения[3]
- Орден «За заслуги перед Отечеством» IV степени (16 апреля 1997)
- Медаль «За освоение целинных земель»
- Медаль «За заслуги перед отечественным здравоохранением»